# 丘基班巴
丘基班巴（西班牙語：Chuquibamba），是秘魯的城鎮，位於該國南部阿雷基帕大區，是康德蘇約斯省的首府，海拔高度2,945米，2005年人口3,066，居民主要使用奇楚瓦語和西班牙語。
15°50′21.35″S 72°39′04.89″W / 15.8392639°S 72.6513583°W